# Fullerö Golfklubb
Fullerö Golfklubb, är en golfklubb i Västmanland i Västerås kommun. Klubbens 18-hålsbana öppnade år 1990. Bara några år senare utsågs Fullerö GK till Årets golfklubb 2004, detta på grund av klubbens stora satsning på framförallt ungdomar och kvinnor.

## Historia
Vid ett upptaktsmöte 29 mars 1988 bildades Fullerö Golfklubb med en interimsstyrelse med Sture Ericsson (ordf.), Lars Aldén (sekr.), Kurt Björklund, Jonny Borg och Jarl Sjöberg.
Klubben blev i april golfförbundsmedlem nr. 216.
Enligt planerna våren 1988 skulle banan byggas vid Jotsberga intill Johannisbergs flygfält i riktning mot Barkarö by. Man startade sommaren 1989 träning och utbildning på ett övningsfält (drivingrange).
Man har satsat på en familjevänlig bana med 18 hål och helbevattning.
Anläggningen stod klar 1990.